# 失乐
是指对原本能够带来快乐的活动（爱好、社交、交媾等）失去兴趣的现象。虽然早期对于快乐的定义强调“快感”，近年来人们更多地强调需要考虑这些快感行为的其他方面，如动机、参与活动的需求等，而再不是仅仅局限在活动本身带来的快感。

## 成因
目前的研究尚未找出造成快感缺失的所有生物機制。造成快感缺失的原因多種多樣。能引起強烈免疫反應和炎症的疾病，一般會造成快感缺失。脑炎會讓大腦獎勵迴路受損，減少血清素和多巴胺的合成和流動。此外，抗抑郁藥物如SSRI能抑制情感，悲傷和快樂同時被抑制；服用大量抗生素，也可能導致製造血清素和多巴胺的腸道菌群消失，甚至觸發腸道炎症。另外，人類隨著年齡增長也容易患有快感缺失。女性進入更年期之後，能刺激多巴胺受體的雌激素減少，同時分解血清素和多巴胺的單胺氧化酶也會增加。男性亦然，睪酮減少讓男性「無精打采」，對過去的愛好失去興趣。而且步入中年後，兩性還會因為工作壓力和孩子青春期的成長問題等環境因素陷入焦慮。
日常的飲食會影響腸道菌群，繼而影響情緒，但是現代飲食難以讓現代人維持健康的腸道菌群，一些添加劑如乳化劑、甜味劑、色素會影響腸道菌群的形成，甚至消滅益生菌。工業養殖在牲畜上使用抗生素，肉類製品殘留的抗生素也會破壞腸道菌群。加上高脂高糖食物會加重腸壁多孔，增加炎症發生的幾率。此外，不良生活作息，如睡眠不足會破壞大腦的情緒調控機制。诺拉·沃尔科的研究發現，睡眠不足的人，神經元雖然能釋放多巴胺，但是不能接收，無法正常流動的多巴胺會影響人的情緒。
各類成瘾，持續在一段時間後，大腦會脫敏，需要更多的刺激才能獲得之前一樣的快感。